# Mystic-klass
Mystic-klass är en amerikansk ubåtsklass avsedd för ubåtsräddning. Klassen består av två ubåtar DSRV-1 Mystic och DSRV-2 Avalon. Ubåtarna kan transporteras med lastbil, flygplan, fartyg eller ubåt.

## Historia
Arbetet med att ta fram en amerikansk ubåtsräddningsfarkost startade i juni 1965, i efterdyningarna av USS Threshers förlisning 1963. 1970 sjösattes den första ubåten i klassen.